# Капанбулак (станция)
Капанбулак (каз. Қапанбұлақ) — станция в Жарминском районе Абайской области Казахстана. Входит в состав Капанбулакского сельского округа. Код КАТО — 634475400.

## Население
В 1999 году население станции составляло 176 человек (85 мужчин и 91 женщина). По данным переписи 2009 года, в населённом пункте проживали 194 человека (105 мужчин и 89 женщин).